# کروگرز (نیویورک)
کروگرز (به انگلیسی: Crugers) یک منطقهٔ مسکونی در ایالات متحده آمریکا است که در شهرستان وستچستر، نیویورک واقع شده‌است. کروگرز ۳٫۳ کیلومتر مربع مساحت و ۱٬۵۳۴ نفر جمعیت دارد و ۲۹ متر بالاتر از سطح دریا واقع شده‌است.